# مارك باول (لاعب كريكت)
مارك باول (5 أغسطس 1972 في المملكة المتحدة - ) (بالإنجليزية: Mark Powell)‏ هو لاعب كريكت بريطاني. لعب مع Essex Cricket Board ‏ والمقاطعات الوطنية للكريكيت الإنجليزي والويلزي ‏ وNorfolk County Cricket Club ‏.

## وصلات خارجية
- مارك باول (لاعب كريكت) على موقع إي آس بي آن كريك إنفو (الإنجليزية)